# Alagomyidae
Alagomyidae — родина гризунів, відома з пізнього палеоцену та раннього еоцену Азії та Північної Америки (McKenna and Bell, 1997). Alagomyidae були ідентифіковані як найбільш базальні гризуни, що лежать за межами загального предка живих форм (Meng et al., 1994). Через їхнє філогенетичне положення та консервативну морфологію зубів Alagomyidae відіграють ключову роль у дослідженнях походження гризунів та родинних стосунків (Meng та ін., 1994; Meng та Wyss, 2001).